# Lakhta Center
El Lakhta Center (del ruso: Ла́хта-це́нтр) es un complejo público y de negocios y la sede de Gazprom. Se erige en San Petersburgo, Rusia. El Lakhta Center (también transliterado como Lajta Tsentr), incluye el rascacielos más alto de Europa y su altura es de 462 metros. El mirador más alto de Europa y el número 12 del mundo se situará en el rascacielos a los 360 metros de altura. El edificio multifuncional vecino (EMF) dispondrá de instalaciones turísticas. El 24 de diciembre de 2018, el Centro Lakhta fue certificado según los criterios de eficiencia ecológica en LEED Platinum, es uno de los cinco rascacielos más ecológicos del mundo. La superficie total de los locales-400 mil м². Más tarde, el complejo fue ampliado por otro edificio de oficinas "Complejo de edificios y estructuras", aumentando la superficie total del complejo a 570 mil м². En la actualidad se está llevando a cabo el acabado interior y el mejoramiento del territorio, la Recepción del permiso de la puesta en marcha.

## Qué hay en el Lakhta Center
- Mirador a los 360 metros de altura —el más alto de Europa—. Se colocará en las plantas 83-86. Los telescopios estarán equipados con un mapa interactivo de San Petersburgo.[14]
- Restaurante panorámico de dos niveles a los 315, 319 m de altura (plantas 75-76 del rascacielos).[15]
- Planetario en forma de un globo. Panorama esférico completo del cielo estrellado, imitación de inmersión completa en el cosmos. Capacidad de hasta 140 personas. Planetario-una bola chispeante de 19 metros en la superficie de la cual 1223 hoja de acero inoxidable curvada triangular, pulida hasta el brillo. La proyección más precisa del cielo estrellado está formada por una máquina estrella (japonés proyector - Ohira Tech Megastar-IIA), y objetos más grandes, aviones artificiales, efectos visuales y mucho más-digital, creado por un sistema de proyección con una resolución de 8K meridiano, que utiliza 10 láser 4K proyectores SONY GTZ280.  Cinco proyectores iluminan el nivel inferior de la cúpula, cuatro-la parte superior, y uno forma una imagen en el cenit. Por lo tanto, la resolución total en 48 483 533 píxeles.[16]
- Anfiteatro abierto en la orilla del golfo. Capacidad de 2000 personas.[17]
- Oficinas de Gazprom; 130 000 m², o 43 % de la superficie total del complejo.
- Centro médico (2500 m²). Tratamiento y diagnóstico.
- Complejo deportivo (4600 m²). Salas deportivas, fitness y wellness, SPA.
- Centro científico interactivo para los niños (7000 m²). Educación + entretenimiento. Exposiciones para edades diferentes, laboratorios, lugares para conferencias y talleres.
- Sala de transformación. Puede cambiar la altura de las paredes, techo, asientos. Capacidad de 494 personas.
- Espacios de exposición (1500 m²) + exposiciones al aire libre en la plaza.
- Restaurantes y cafés. Capacidad de 1500 personas.

## Eficiencia energética y tecnologías verdes
- 2015: El Lakhta Center recibió el certificado LEED Gold en la etapa de diseño.
- La eficiencia energética fue mejorada por 40 %.
- 20 años es el período de compensación de las tecnologías verdes para Lakhta Center, según la evaluación de expertos.

## Plusmarcas o récords y hechos interesantes
- Desde el 1 de marzo de 2015 hasta octubre de 2016: récord mundial por el hormigonaje continuo más grande del mundo. Los constructores de Lakhta Center vertieron 19 624 m³ de hormigón en la placa de cimentación inferior del rascacielos durante 49 horas sin pausas.[18]
- La construcción de todo el complejo requiere 400 000 m³ de hormigón.
- Los pilotes más anchos del mundo se encuentran bajo el rascacielos. Diámetro – 2 metros.
- La superficie más grande de las fachadas hechas de vidrio formado en frío. La superficie de acristalamiento del complejo será 130 000 m², la torre — 72 500 m². El peso de un vidrio aislante de la fachada es 780 kg.
- Velocidad de construcción – 1 planta en 6-7 días.
- El rascacielos tiene una forma torcida. El ángulo de rotación de la torre desde la base hasta la cima es 90 °.
- La entrada principal al edificio será a través del Arco de hasta 24.5 metros de altura. El ojo del arco sin estructuras de soporte es de 158 metros.
- 28 de junio de 2019 año en el punto más alto de la aguja (462 metros) se instaló una estación meteorológica automática.[19]
- 2019 - el complejo del centro Lakhta se convirtió en el líder en el número de nominaciones para el Premio a la Excelencia y el Hábitat Urbano.[20] El objeto fue finalista en cinco categorías: Mejor edificio de gran altura de 400 metros y más; Premio de construcción; Premio en el campo de la ingeniería de la construcción; premio en el campo de la ingeniería geotécnica; premio para la ingeniería de fachadas.

## Proceso de construcción

### Ciclo cero
- 2013 — creación del campo de pilotes de 2080 pilotes diferentes. Los pilotes más profundos se encuentran a nivel de menos 82 metros. Los pilotes más anchos son 2 metros de diámetro. Cada pilote bajo el rascacielos es capaz de soportar 5 mil toneladas. La longitud total del pilote bajo el rascacielos es alrededor de 16 kilómetros. Todos los pilotes son vaciados.
- 2014 — conclusión del foso para el rascacielos. Profundidad - 20 metros. Volumen – 100 mil metros cúbicos. Los constructores hicieron el cimiento de EMF. Es una placa de 2 metros de grosor. Requirió 44 mil m³ de hormigón.
- 2015. Conclusión del cimiento del rascacielos.  Consiste en 3 placas situadas una encima de la otra. La placa inferior es de 3.6 metros de grosor. La producción del cimiento requirió 83 mil m³ de hormigón. El núcleo de la torre comienza dentro del cimiento.  El grosor de sus paredes en el cimiento es 2.5 metros. Comenzó la construcción de las plantas del complejo.

## Parte encima del suelo
- 78 plantas del rascacielos fueron construidas de septiembre de 2015 a mayo de 2017. La altura del núcleo es más de 327 metros. Desde el 10 de mayo de 2017 la torre es la instalación más alta en San Petersburgo y es 4.ª en altura en Europa.
- Las obras de ingeniería se realizan en el complejo desde el año 2016. Las pruebas de los ascensores en la parte inferior del rascacielos fueron realizadas en marzo de 2017. El complejo tendrá 100 ascensores con la velocidad de 8 m/s.
- El 29 de enero de 2018, la altura de la Lakhta centro alcanzó el diseño de la altura de 462 metros, concluyeron los trabajos de montaje de estructuras pináculo, continúa la colocacin de cristales de la torre de 70 pisos.[21]
- En junio de 2018 se realizó la puesta en marcha inicial del edificio. Se ha preparado documentación técnica, un plan de construcción y un pasaporte técnico.[15]
- El 16 de octubre de 2018 Lakhta Center MFC JSC recibió la autorización para la puesta en marcha de la instalación. El documento pertinente fue publicado oficialmente por el Servicio Estatal de Supervisión e Inspección de la Construcción de San Petersburgo (Rusia). Hay alrededor de un año para la apertura Del complejo multifuncional del Centro de Lakhta, su dominante siendo el rascacielos más alto de Europa.[22]
- Junto al ya Comisionado Centro de Lakhta, la construcción continúa. A los cuatro objetos del complejo (escapar, edificio multipropósito, arco, estilóbato) se añadirá uno más. Según los documentos oficiales, se lleva a cabo bajo el nombre de "Complejo de edificios y estructuras", o simplemente KZS.[23] El complejo de edificios y estructuras es un edificio único que consta de dos edificios conectados por un patio. Los autores del proyecto sugieren que no solo fortalecerá la función de oficina del centro de Lakhta, sino que también completará la formación del conjunto arquitectónico, equilibrando el rascacielos en la horizontal.[24]

## Galería de imágenes

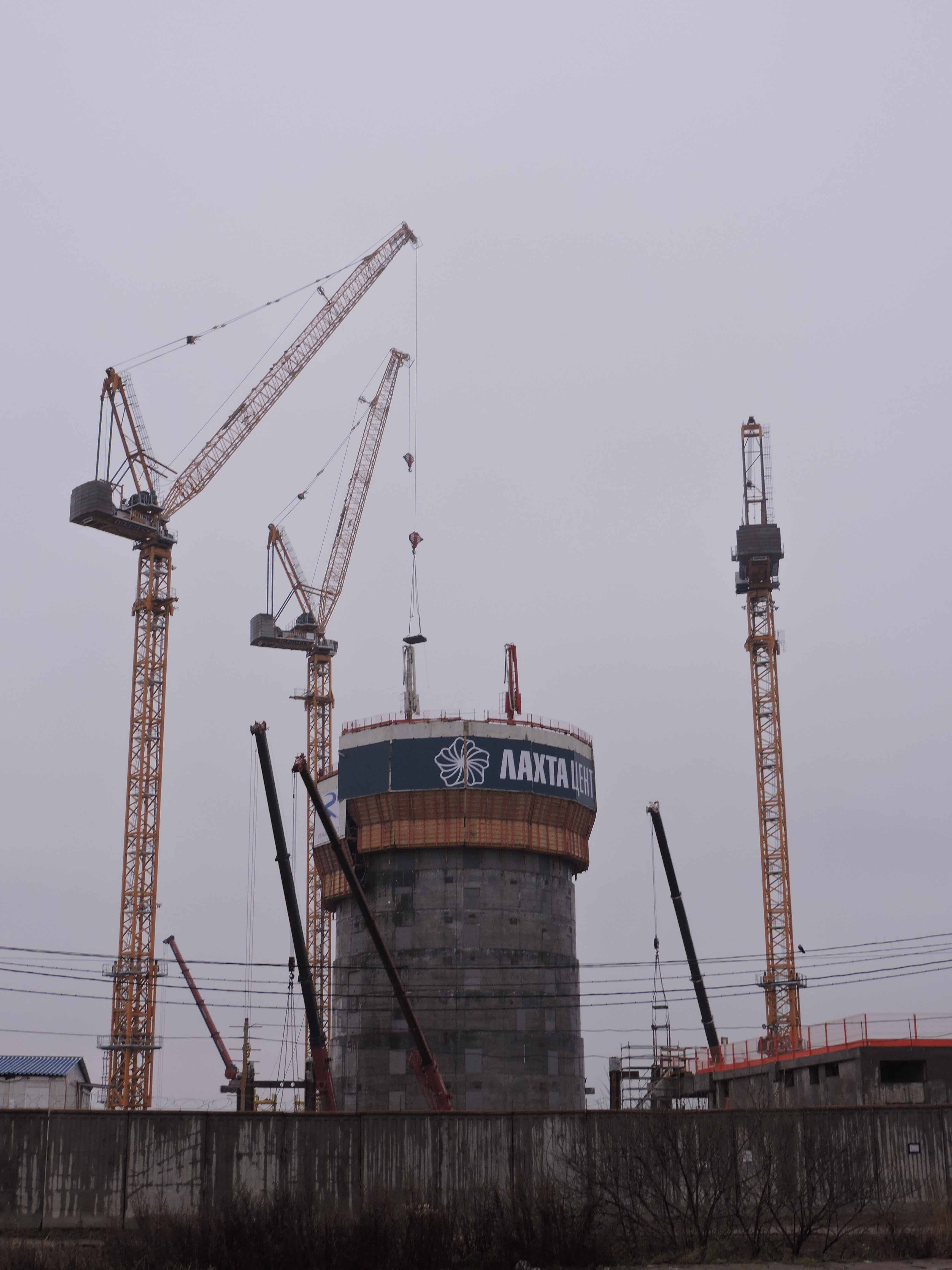
Noviembre de 2015
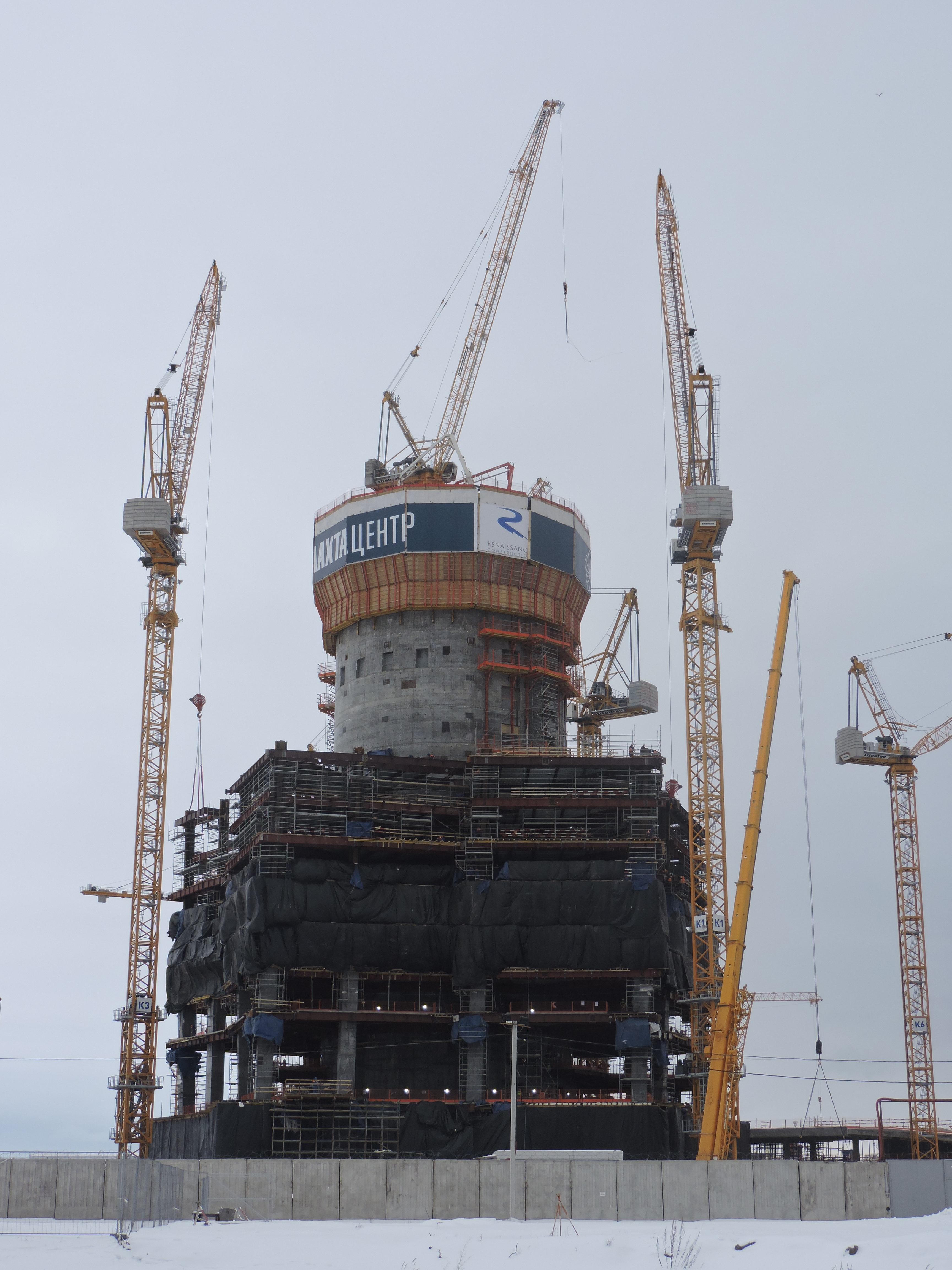
Febrero de 2016
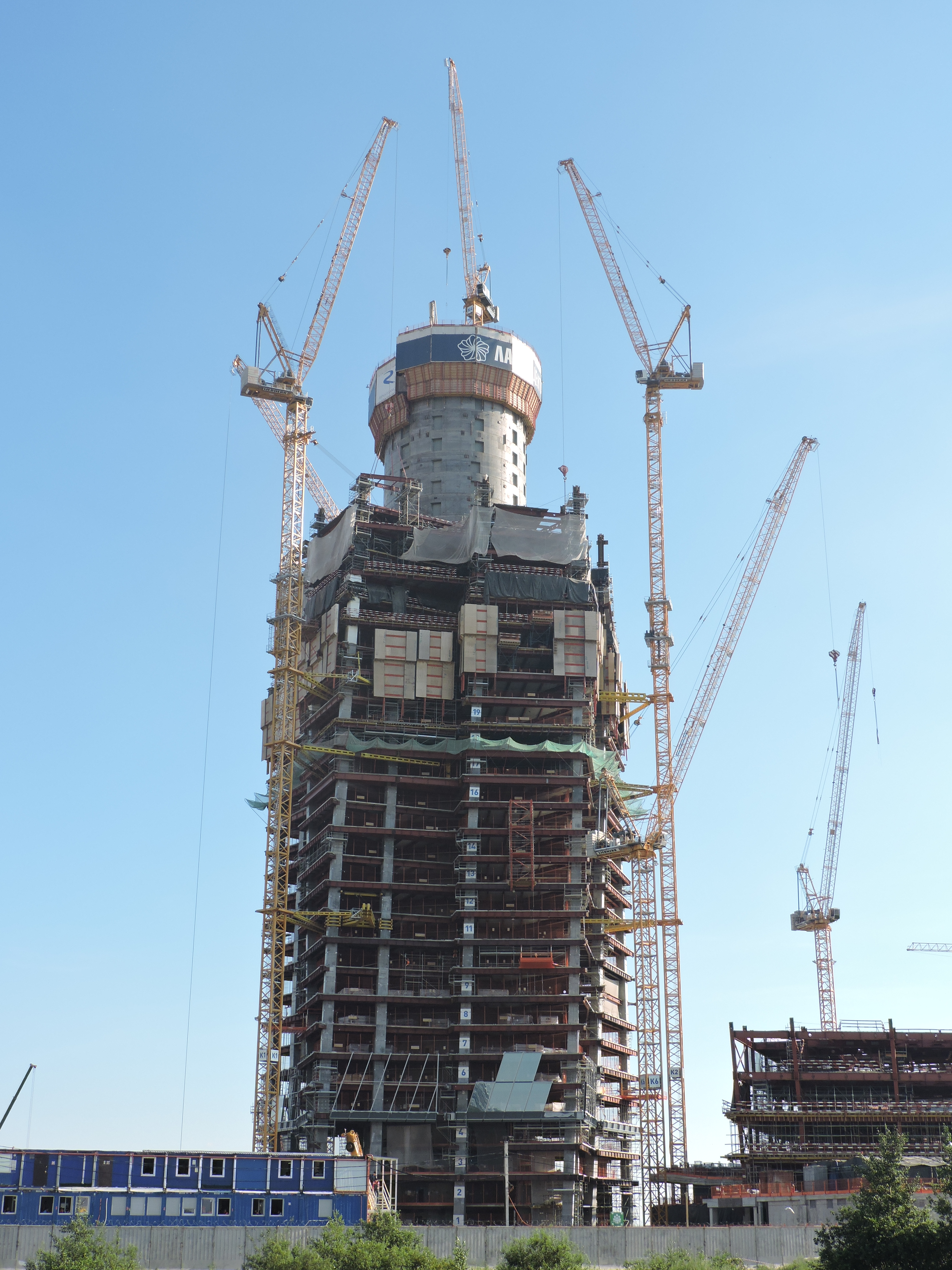
Julio de 2016
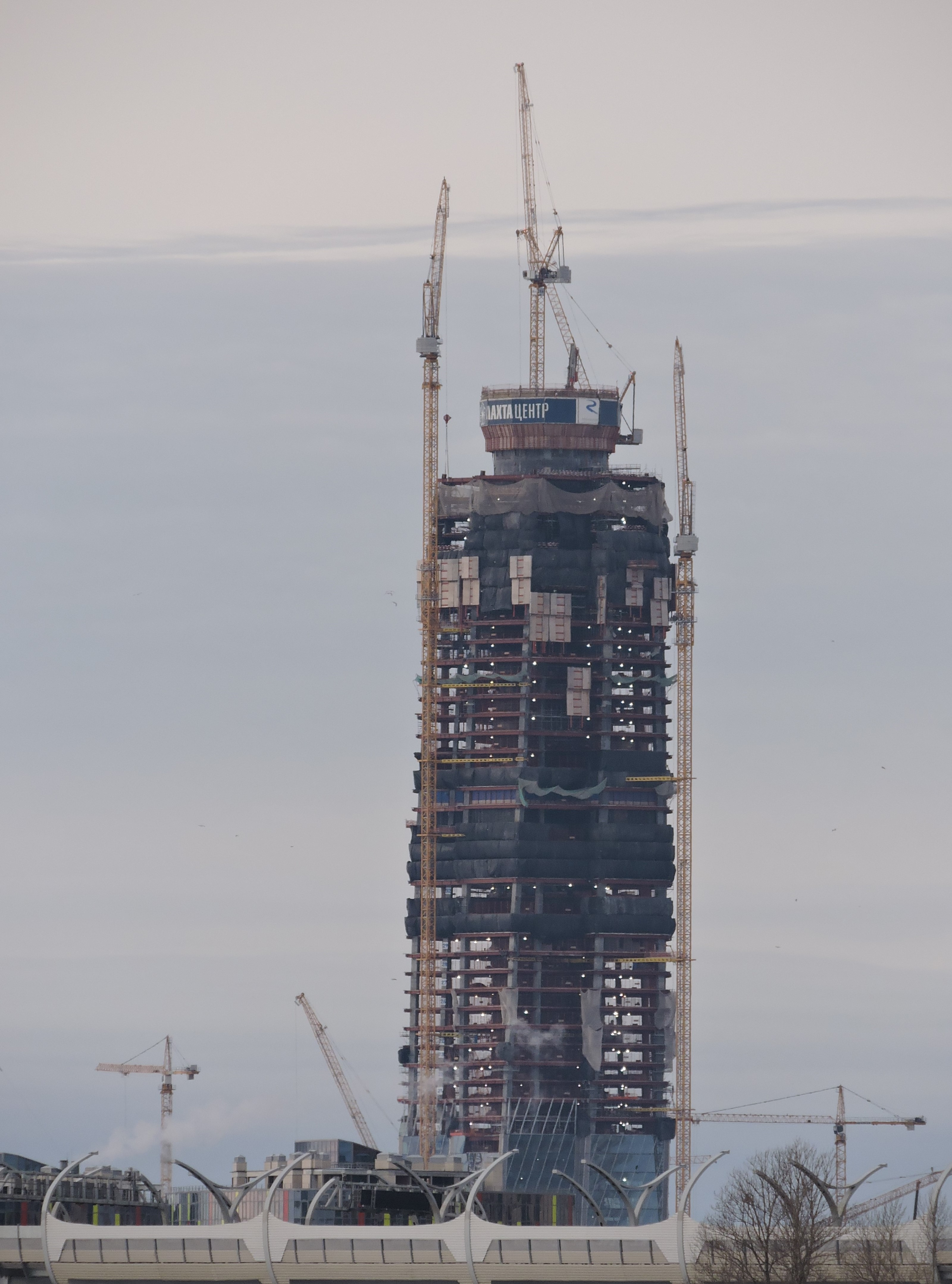
Diciembre de 2016
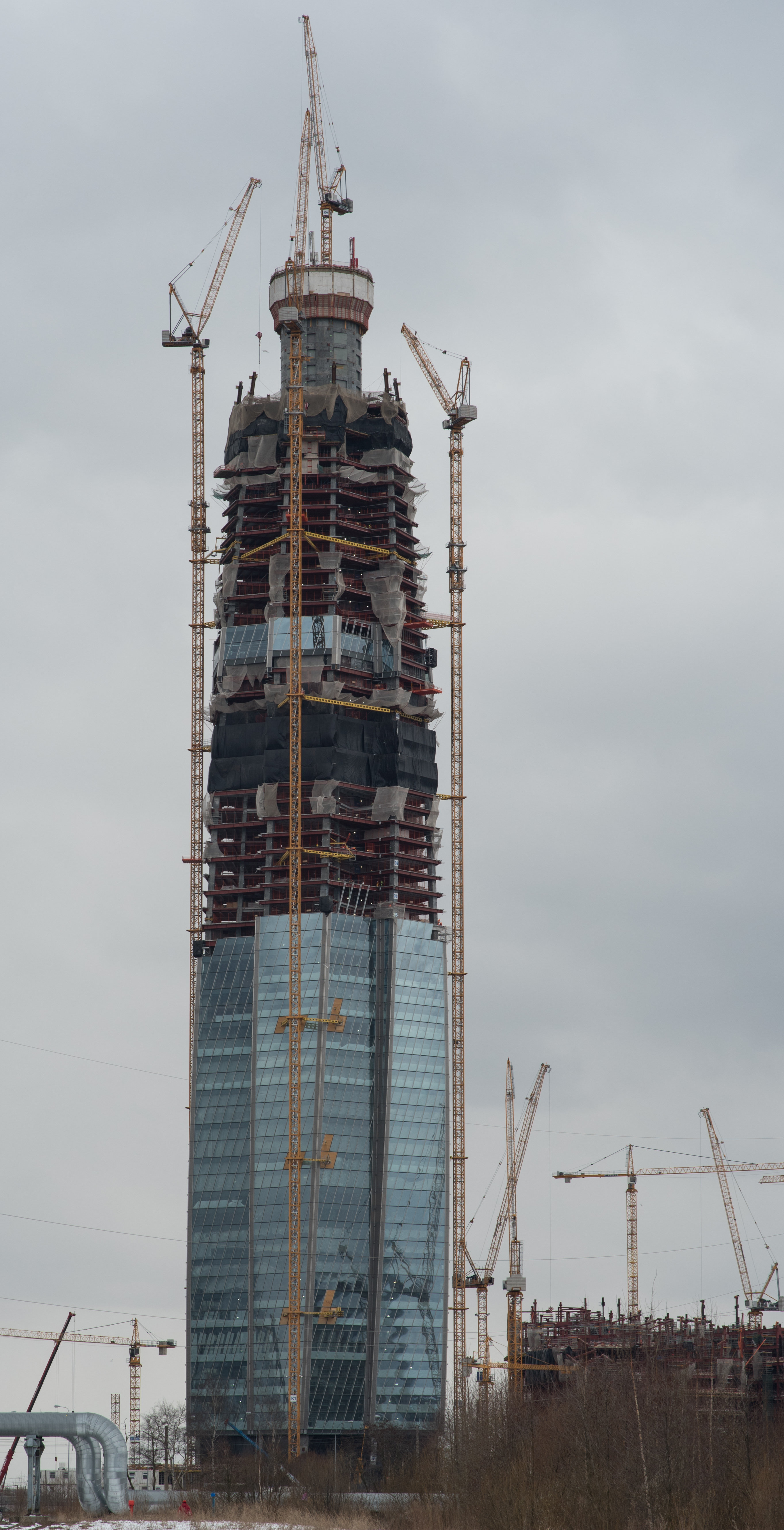
Abril de 2017
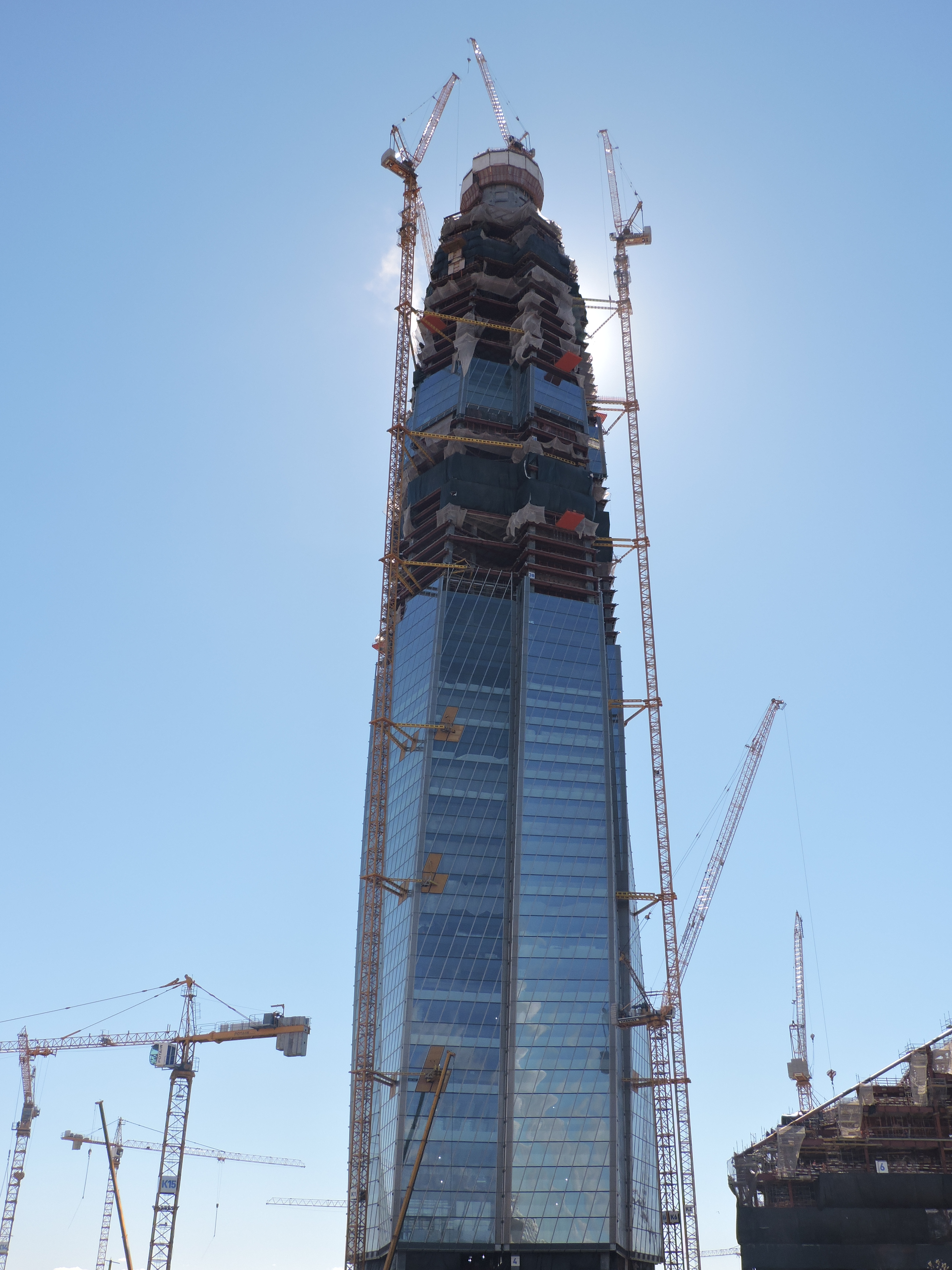
Mayo de 2017
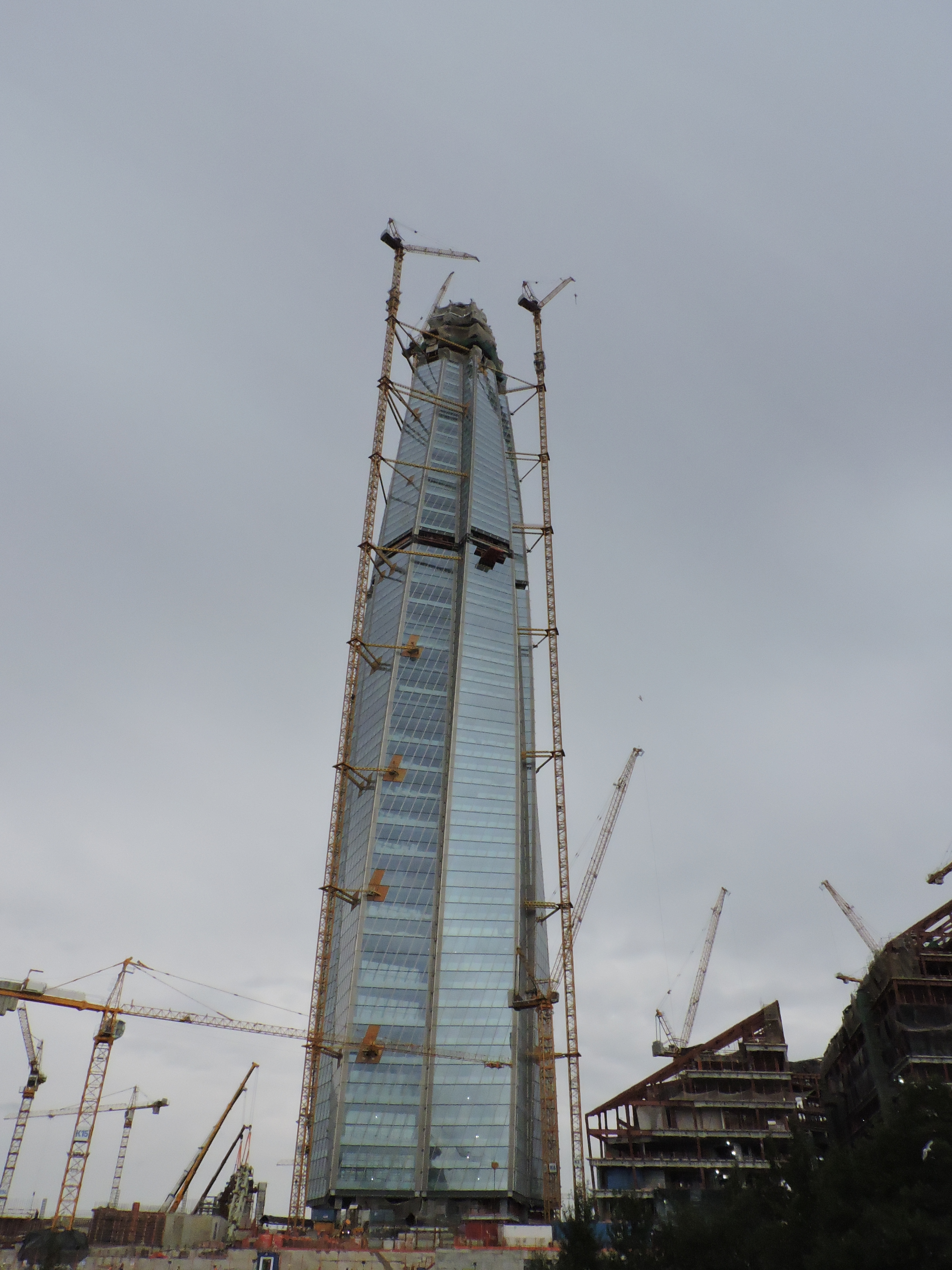
Septiembre de 2017
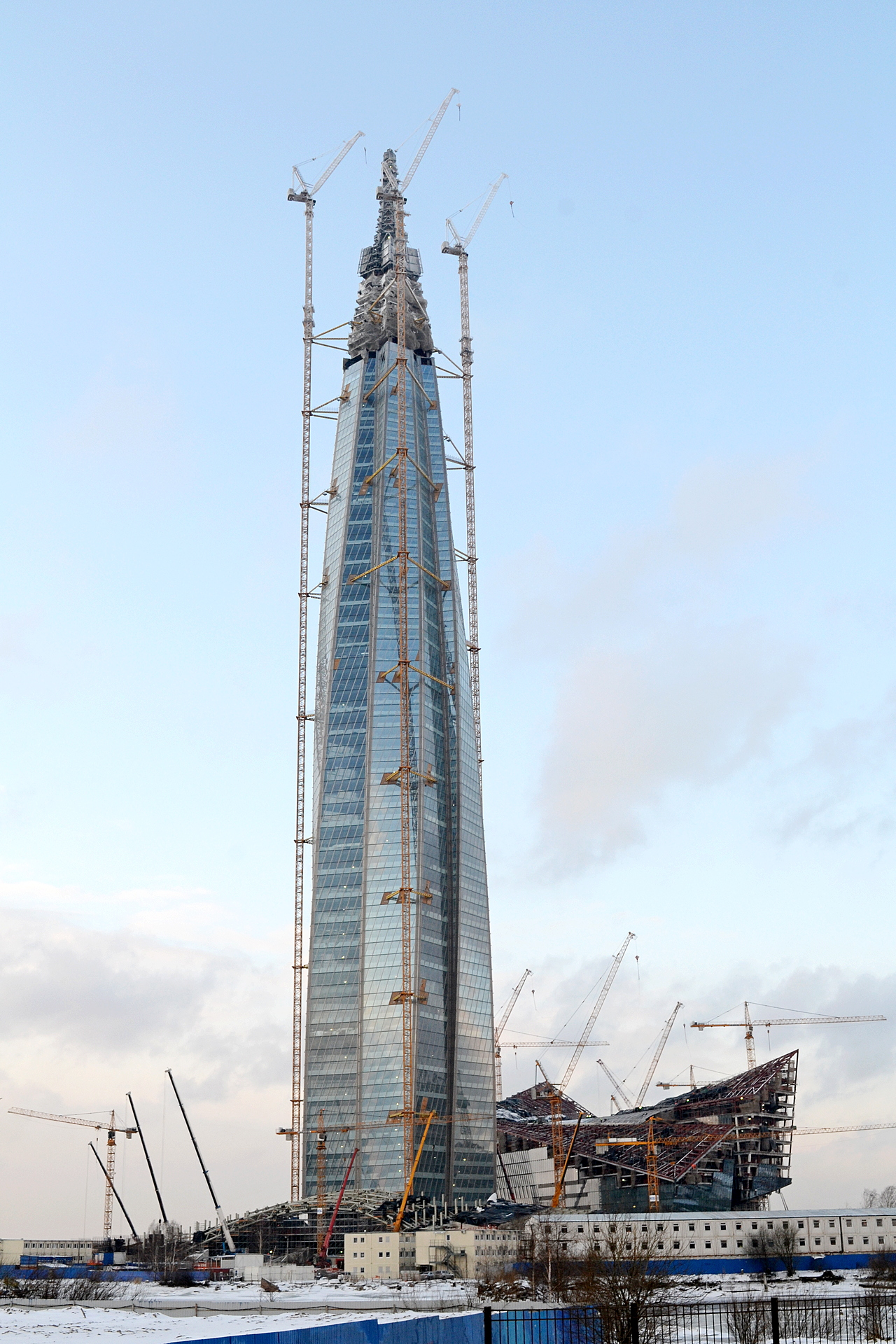
Enero de 2018
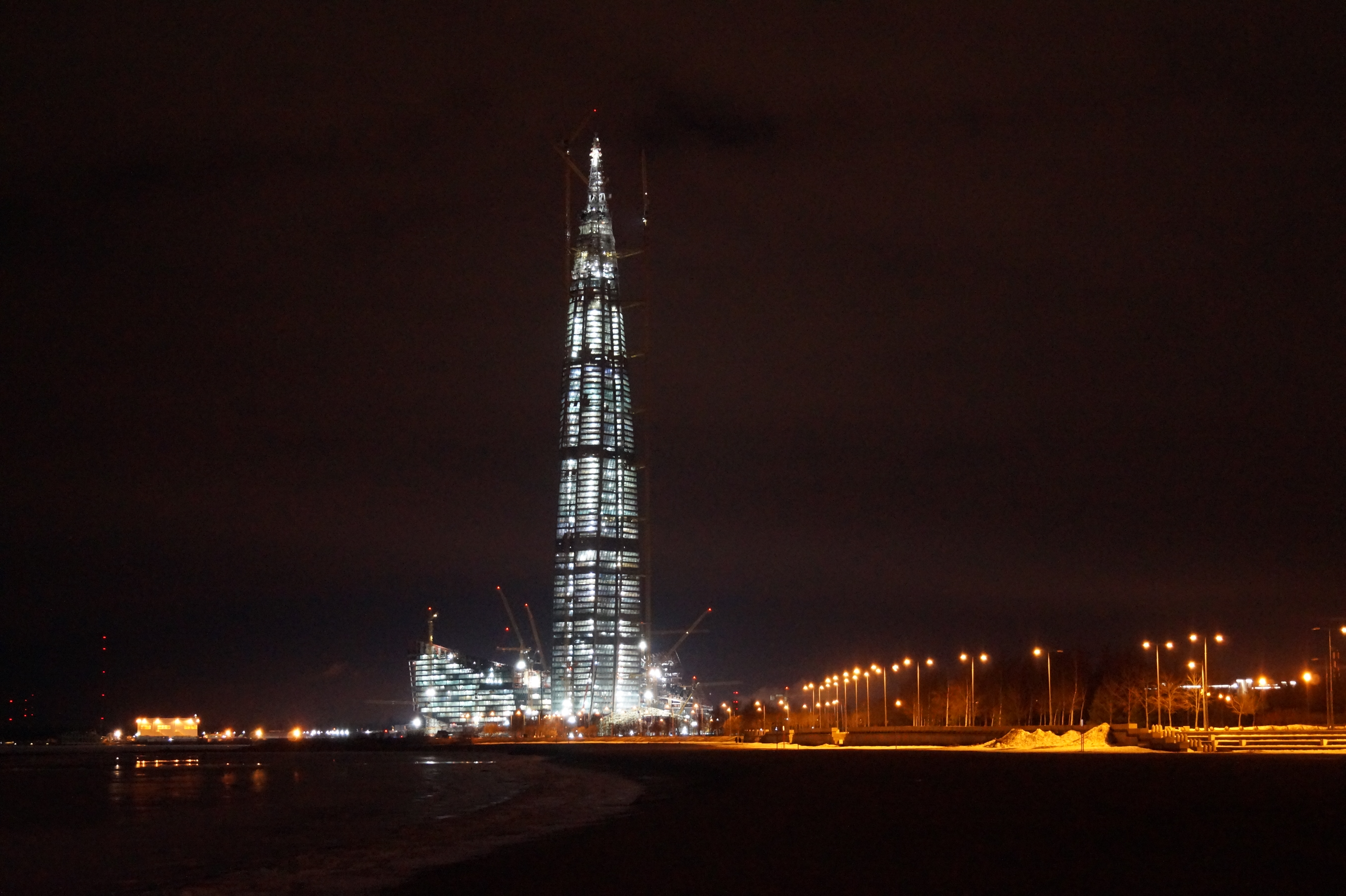
Enero de 2018.
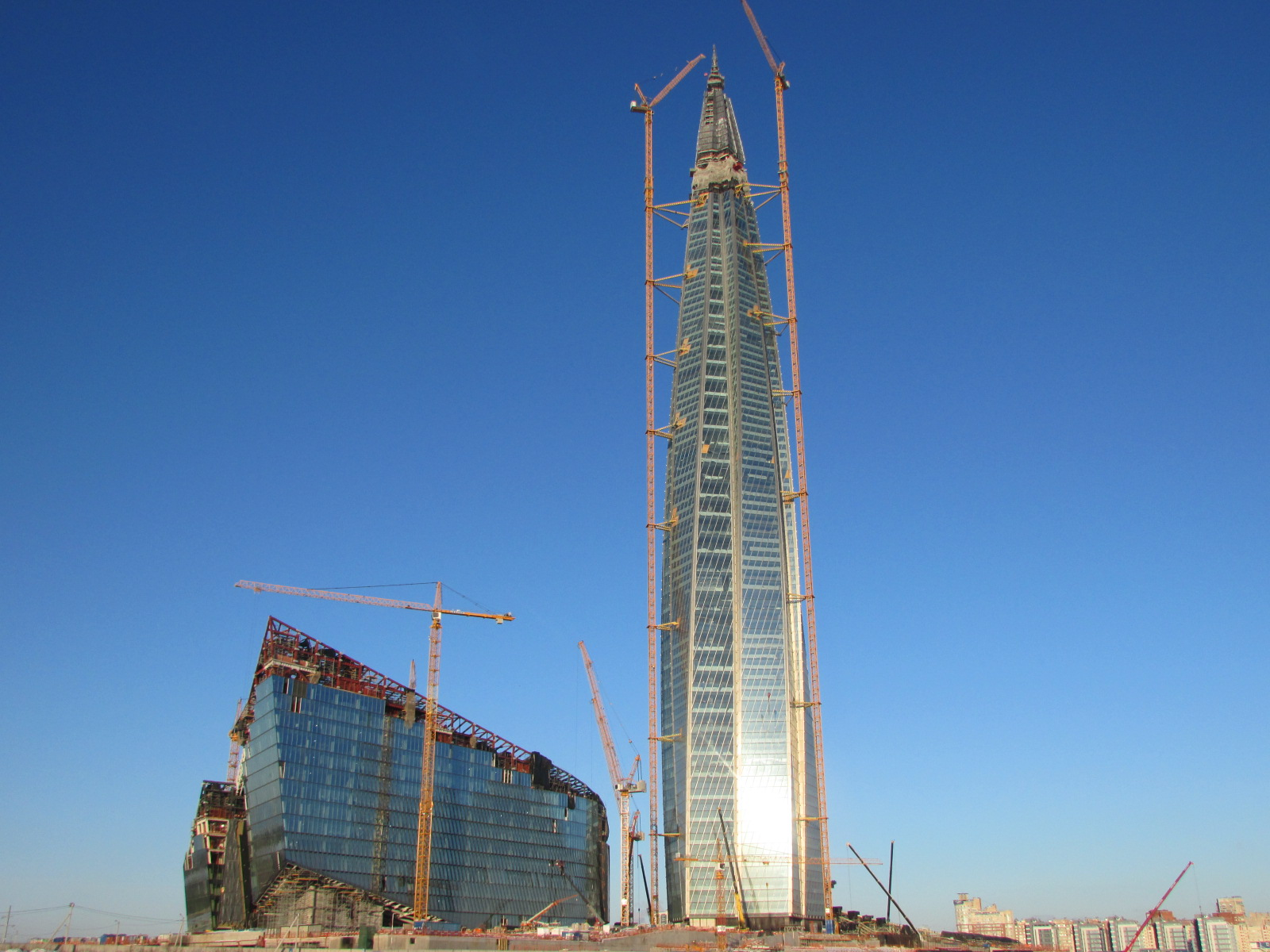
Febrero 2018
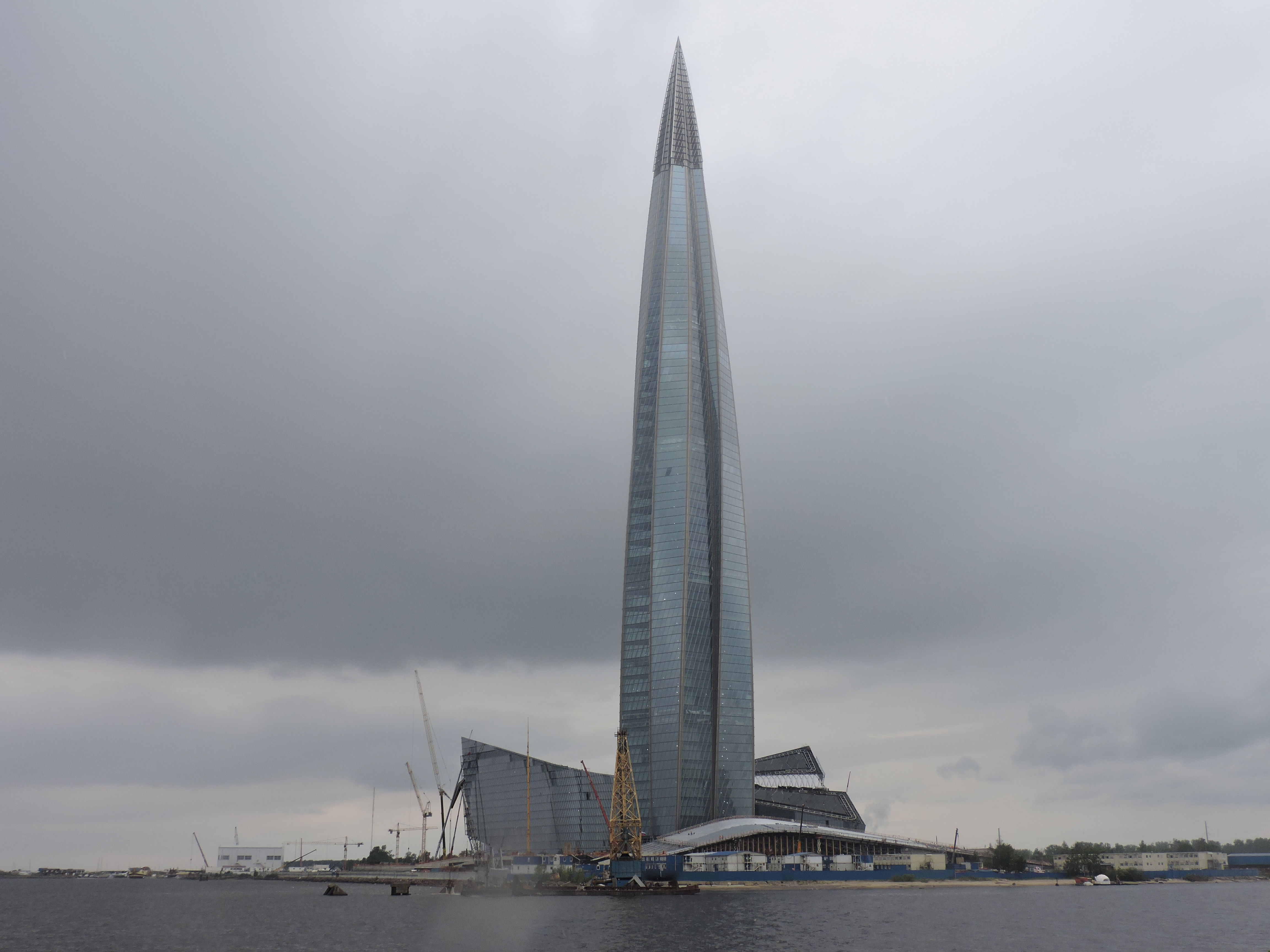
Rascacielos en junio de 2018
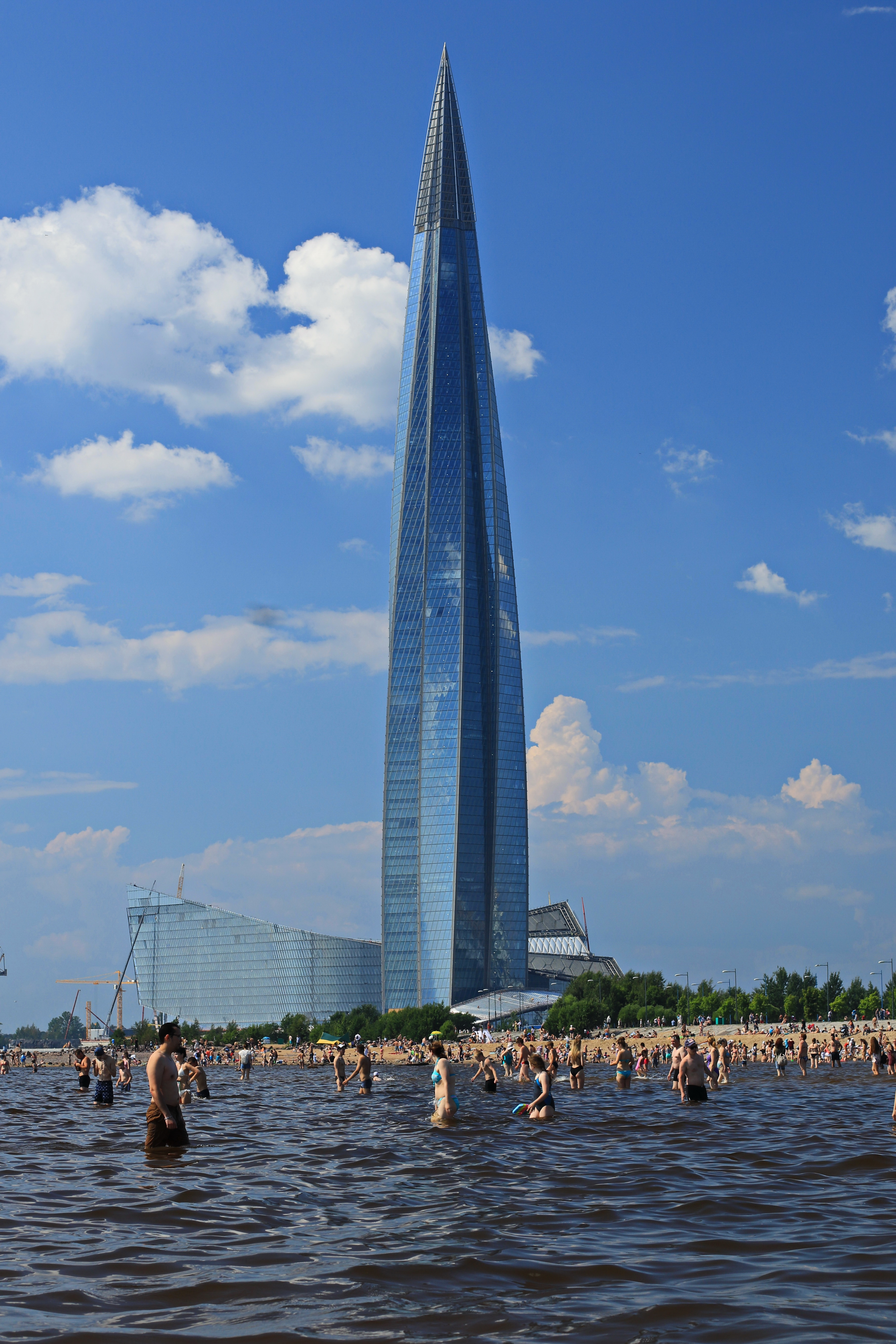
Junio 2018
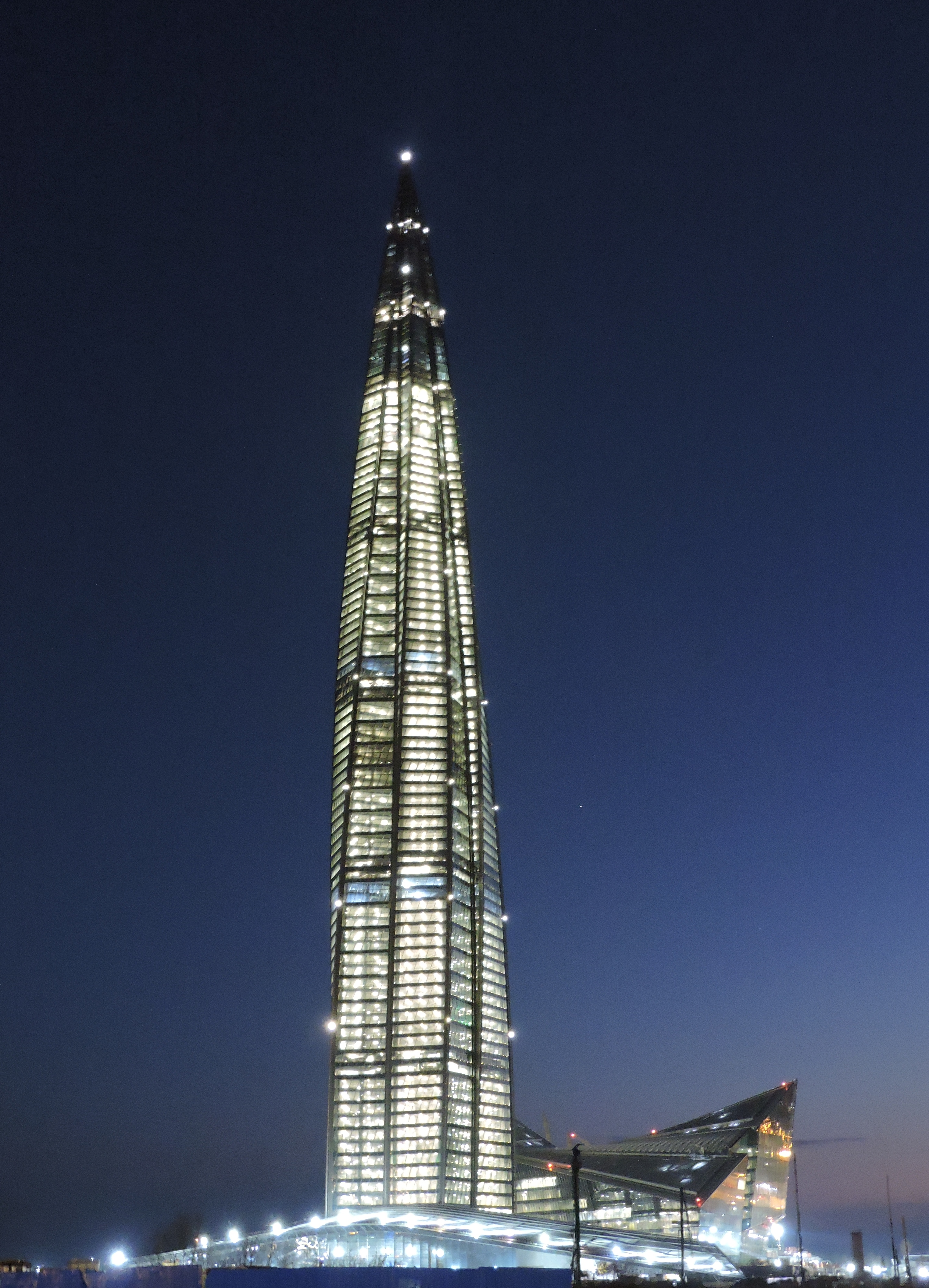
Abril de 2019
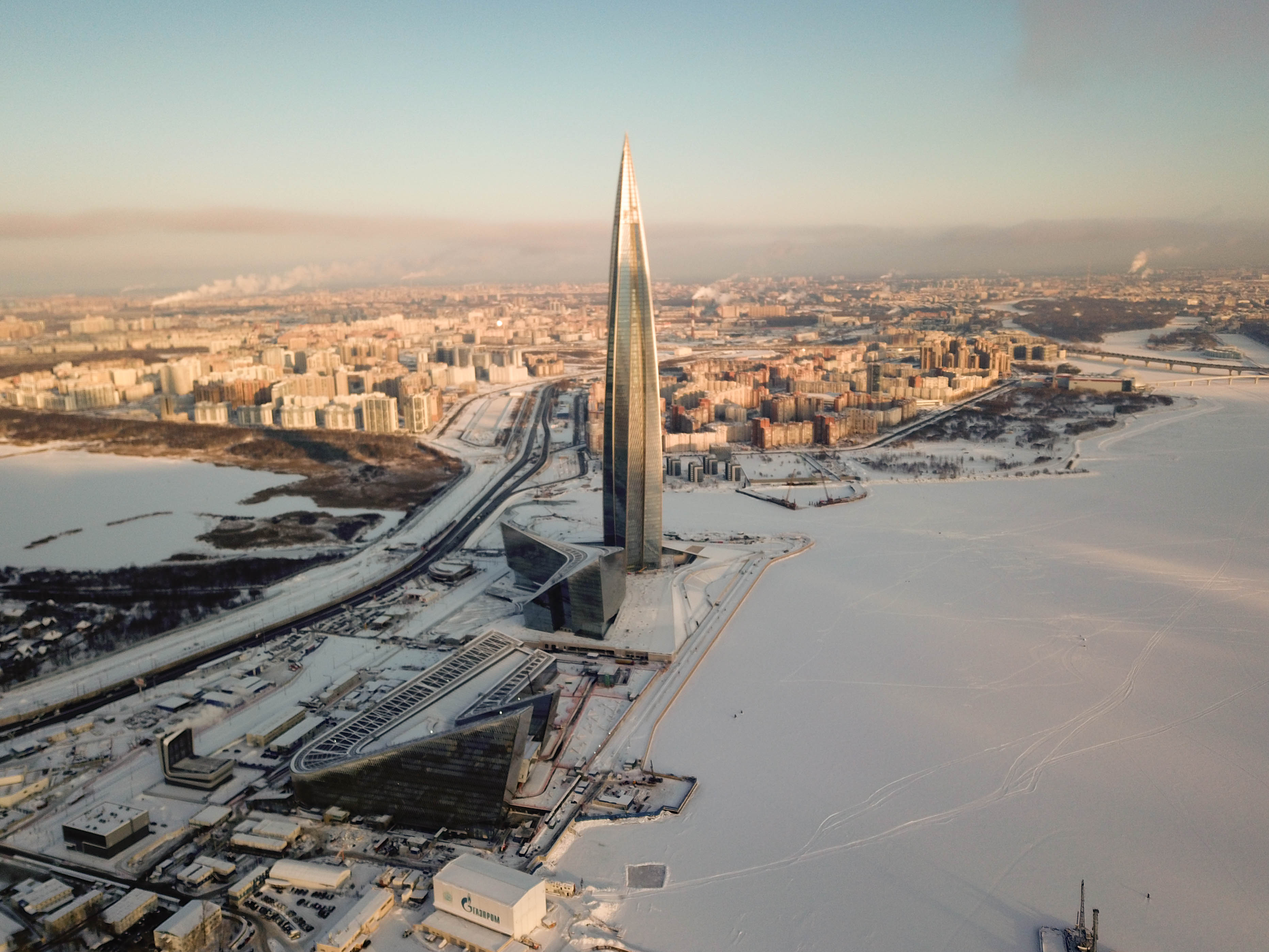
Lakhta Center en febrero de 2021
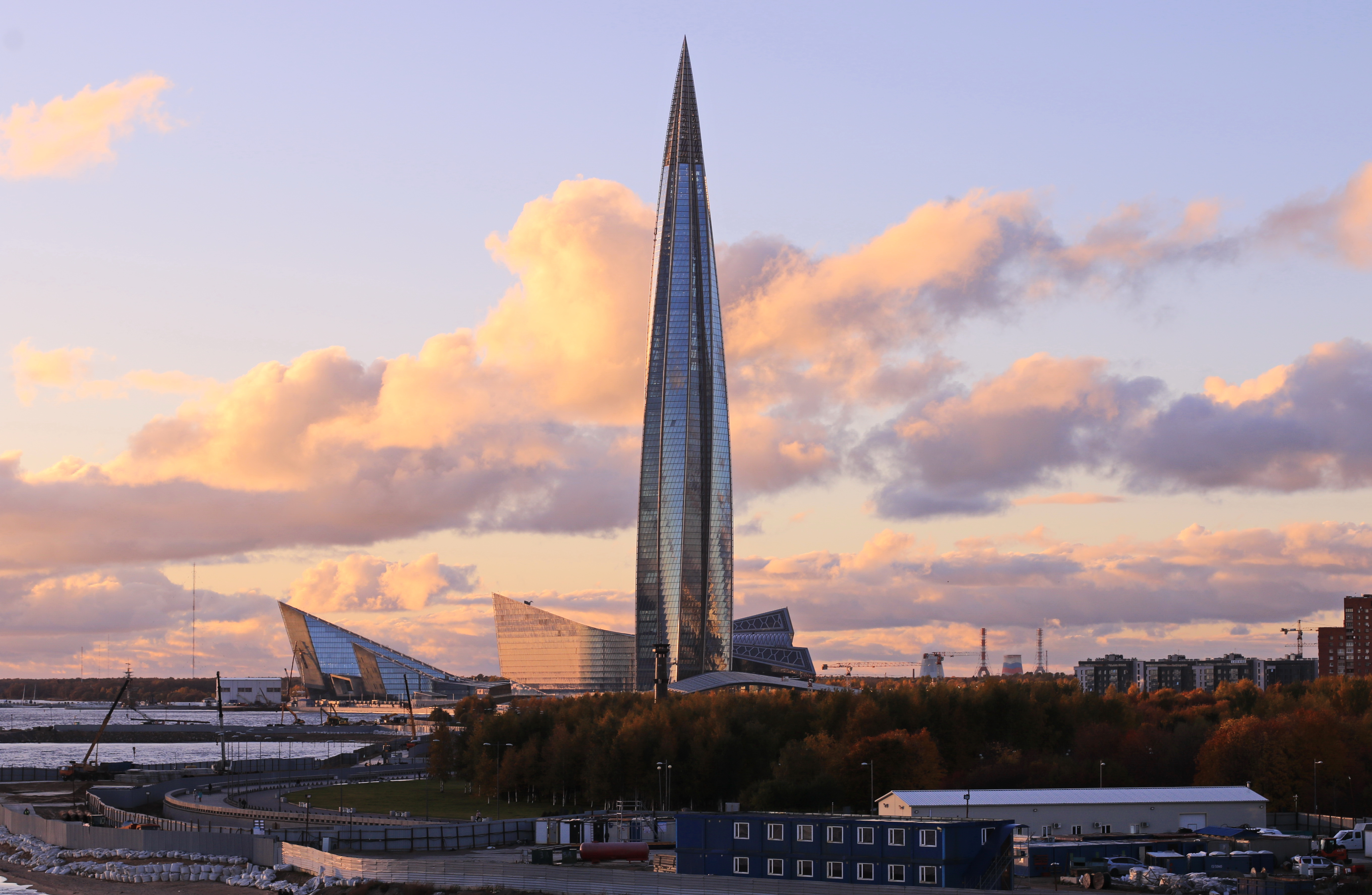
Octubre 2022
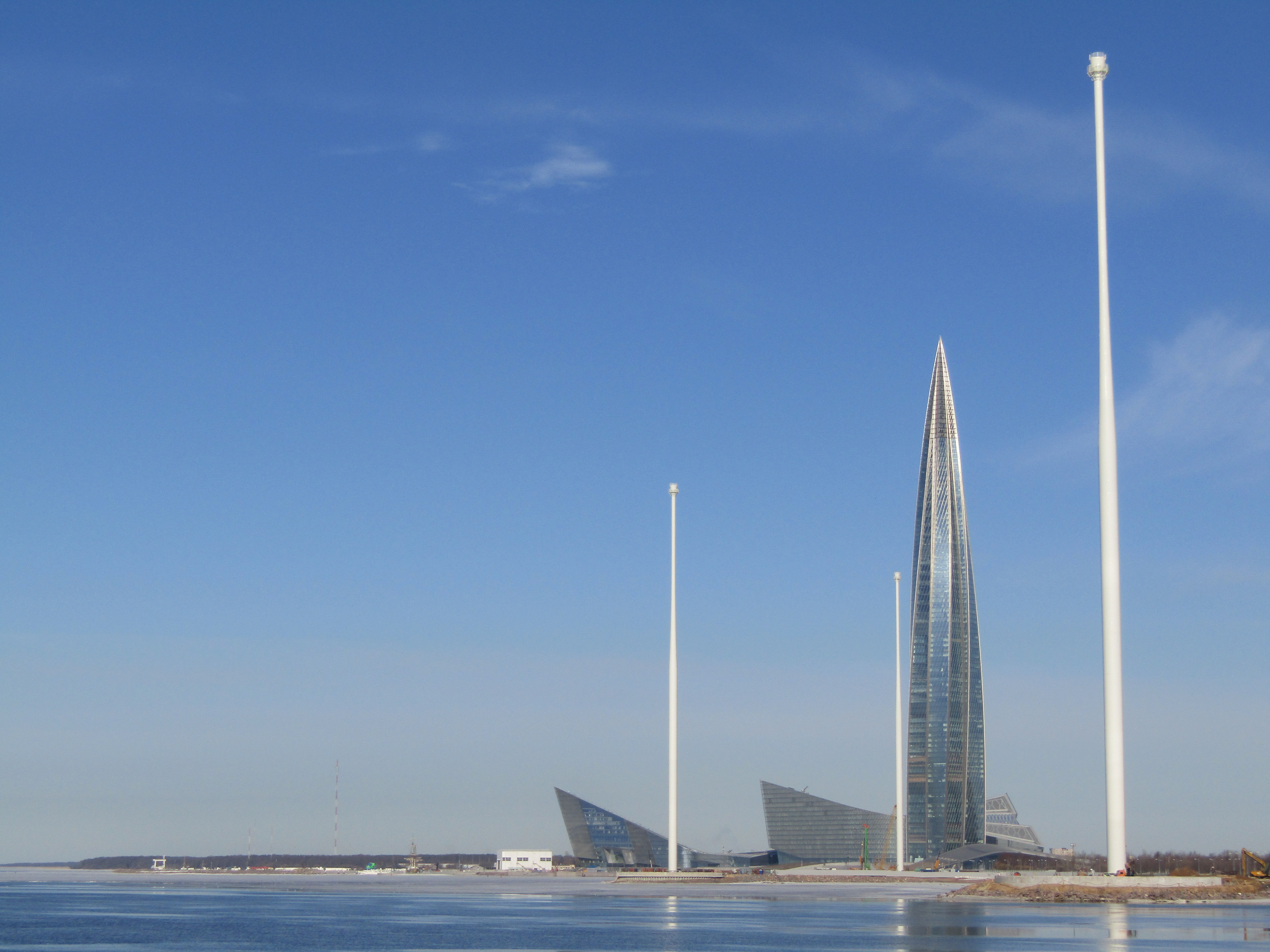
Abril 2023